# Adjékoria
Adjékoria ou Ajékoria est une localité et une commune rurale du Niger, département de Dakoro, région de Maradi.

## Géographie
La localité de Adjékoria est située sur la route nationale 30 à 20 km au sud du chef-lieu départemental Dakoro.
| Babankatami | Korahane   | Birni Lallé |
| Korafane    | Adjékoria  | Kornaka     |
| Ourno       | Dan-Goulbi | Kornaka     |

## Histoire
La commune rurale de Adjékoria instaurée en 2002, est issue de la partie nord-est du canton de Kornaka.

## Population
Lors du recensement général de 2012, la population communale est relevée à 79 108 habitants, dont 2 442 habitants pour la localité chef-lieu communal.

## Localités
La commune s'étend sur 77 villages, 64 hameaux, trois camps au centre-ouest du département de Dakoro.

## Services et infrastructures
- Centre de Santé Intégré (CSI) à Adjékoria[5].
- Centre de formation des métiers (CFM) à Adjékoria.